# Rybník Smrkovák
Rybník Smrkovák (též označovaný jako Smrkovec) je přírodní památka, která se nachází cca 1,5 km východně od obce Vysoké Veselí a 4 km severně od obce Smidary v nadmořské výšce okolo 250 m. Celková katastrální plocha rybníka činí 1,35 ha. Je to prútočný rybník s rákosovými porosty v otevřené rovinaté krajině.

## Předmět ochrany
Předmětem ochrany je podpora a stabilizace populace evropsky významného a silně ohroženého živočišného druhu – kuňky ohnivé, včetně aktivní ochrany jejího biotopu; vhodnými zásahy a hospodařením ve vodní nádrži a ostatních zahrnutých porostech zajistit stabilitu a podpořit její další šíření na lokalitě.

## Zoologie
Lokalita je zajímavá převážně výskytem chráněných druhů obojživelníků – skokan hnědý (Rana
temporaria), skokan štíhlý (Rana dalmatina) a skokan skřehotavý (Pelophylax ridibunda),
kuňka ohnivá (Bombina bombina) a čolek obecný (Lissotriton vulgaris). Rybník Smrkovák s porosty rákosin v jeho okolí jsou dále významnou ornitologickou lokalitou, hnízdí tu například moudivláček lužní (Remiz pendulinus), byl zde zaznamenán moták pilich (Circus cyaneus).

## Botanika
V zájmové lokalitě se dle provedených botanických průzkumů a rešerší (Faltys 2010, Formanová 2010) nacházejí nebo v minulosti nacházely i vzácnější druhy cévnatých rostlin. Z rostlin chráněných vyhláškou č. 395/1992 Sb., se zde nalézá oměj pestrý (Aconitum variegatum), pryšec lesklý (Euphorbia lucida), kostival český (Symphytum bohemicum) a česnek hranatý (Allium angulosum). Z rostlin obsažených v červeném seznamu květeny ČR jsou zde (kromě výše uvedených druhů ) zastoupeny: řepík vonný (Agrimonia procera), ostřice dvouřadá (Carex disticha), ostřice Otrubova (Carex otrubae), ostřice pobřežní (Carex riparia), ostřice trsnatá (Carex cespitosa), zeměžluč okolíkatá (Centaurium erythraea), svízel severní (Galium boreale), chrastavec křovištní pravý (Knautia drymeia Heuffel subsp. drymeia), sléz velkokvětý (Malva alcea), srpice barvířská (Serratula tinctoria), skřípinec jezerní (Schoenoplectus lacustris), kozlík výběžkatý bezolistý (Valeriana excelsa Poiret subsp. sambucifolia), koromáč olešníkový (Silaum silaus), ptačinec bahenní (Stellaria palustris) a rozrazil jarní (Veronica verna).